# Liste zoologischer Gärten und Aquarien in Frankreich
Die folgende Liste nennt die in Frankreich vorhandenen öffentlich zugänglichen Zoos und vergleichbare Einrichtungen. Die Liste ist nach Regionen gegliedert. Es wird ein möglichst vollständiges Verzeichnis relevanter Einrichtungen angestrebt, auch wenn noch kein separater Wikipedia-Artikel vorhanden ist.

## RegionAuvergne-Rhône-Alpes
- Parc Animalier d’Auvergne, Ardes (Département Puy-de-Dôme)
- Parc des Oiseaux, Villars-les-Dombes (Département Ain)
- Aquarium de Lyon, La Mulatière (Métropole de Lyon)
- Zoo de Lyon, Lyon (Métropole de Lyon)
- Safari de Peaugres, Peaugres (Département Ardèche)
- Zoo Upie, Upie (Département Drôme)

## RegionBretagne
- Grand Aquarium Saint-Malo, Saint-Malo (Département Ille-et-Vilaine)
- Zooparc de Trégomeur, Trégomeur (Département Côtes-d’Armor)
- Parc zoologique de la Bourbansais, Pleugueneuc (Département Ille-et-Vilaine)
- Parc animalier et botanique de Branféré, Le Guerno (Département Morbihan)
- Les Terres de Nataé, Pont-Scorff (Département Morbihan)

## RegionCentre-Val de Loire
- Grand Aquarium de Touraine, Lussault-sur-Loire (Département Indre-et-Loire)
- ZooParc de Beauval, Saint-Aignan (Département Loir-et-Cher)

## RegionGrand Est
- Zoo d’Amnéville, Amnéville (Département Moselle)
- Greifvogelwarte Kintzheim, Kintzheim (Département Bas-Rhin)
- La Montagne des Singes, Kintzheim (Département Bas-Rhin)
- Parc zoologique & botanique de Mulhouse, Mulhouse (Département Haut-Rhin)
- Zoo de l’Orangerie, Strasbourg (Département Bas-Rhin)
- Parc animalier de Sainte-Croix, Rhodes (Département Moselle)

## RegionHauts-de-France
- Zoo d’Amiens, Amiens (Département Somme)
- Parc zoologique de Fort-Mardyck, Dunkerque (Département Nord)
- Parc zoologique de Lille, Lille (Département Nord)
- Zoo de Maubeuge, Maubeuge (Département Nord)

## RegionÎle-de-France
- Lumigny Safari Reserve, Lumigny-Nesles-Ormeaux
- Parc zoologique de Paris, Paris
- Ménagerie du Jardin des Plantes, Paris
- Thoiry ZooSafari, Thoiry (Département Yvelines)

## CollectivitéKorsika
- Schildkrötendorf A Cupulatta, Véro (Département Corse-du-Sud)

## RegionNormandie
- Parc zoologique de Champrepus, Champrepus (Département Manche)
- Parc zoologique CERZA Lisieux, Hermival-les-Vaux (Département Calvados)
- Parc zoologique de Clères, Clères (Département Seine-Maritime)
- Zoo de Jurques, Jurques (Département Calvados)

## RegionNouvelle-Aquitaine
- Zoo d’Asson, Asson (Département Pyrénées-Atlantiques)
- Réserve zoologique de Calviac, Calviac-en-Périgord (Département Dordogne)
- Parc animalier des monts de Guéret, Guéret (Département Creuse)
- Zoo Lescar Exotic Park, Lescar (Département Pyrénées-Atlantiques)
- Zoo de la Palmyre, Les Mathes (Département Charente-Maritime)
- Aquarium La Rochelle, La Rochelle, (Département Charente-Maritime)
- Parc Zoo du Reynou, Le Vigen, (Département Haute-Vienne)
- La Vallée des Singes, Romagne (Département Vienne)
- Zoodyssée bei Villiers-en-Bois (Département Deux-Sèvres)
- Zoo du Bassin d’Arcachon, La Teste-de-Buch (Département Gironde)

## RegionOkzitanien
- Parc animalier des Pyrénées, Argelès-Gazost, (Département Hautes-Pyrénées)
- Parc Animalier Casteil, Casteil, (Département Pyrénées-Orientales)
- Parc zoologique de Montpellier, Montpellier (Département Hérault)
- Réserve Africaine de Sigean, Sigean (Département Aude)

## RegionPays de la Loire
- Bioparc de Doué-la-Fontaine, Doué-la-Fontaine (Département Maine-et-Loire)
- Zoo de La Flèche, La Flèche (Département Sarthe)
- Natur'Zoo, Mervent (Département Vendée)
- Planète Sauvage, Port-Saint-Père (Département Loire-Atlantique)

## RegionProvence-Alpes-Côte d’Azur
- Zoo de la Barben, La Barben (Département Bouches-du-Rhône)
- Parc ornithologique de Pont de Gau, Saintes-Maries-de-la-Mer (Département Bouches-du-Rhône)